# Malobidion
Malobidion is een kevergeslacht uit de familie van de boktorren (Cerambycidae). De wetenschappelijke naam van het geslacht werd voor het eerst geldig gepubliceerd in 1908 door Schaeffer.

## Soorten
Malobidion omvat de volgende soorten:
- Malobidion auricome Chemsak & Linsley, 1963
- Malobidion brunneum Schaeffer, 1908
- Malobidion grande Chemsak & Linsley, 1963